# Eubalaena japonica
La ballena franca del Pacífico norte (Eubalaena japónica) es una especie de cetáceo del parvorden Mysticeti, pertenecientes al género Eubalaena. Vive en aguas del océano Pacífico Norte. 

## Descripción
La Ballena Franca del Pacífico Norte se distingue fácilmente de otros cetáceos del pacífico norte por su gran tamaño, puede llegar a 18 m de longitud, sustancialmente mayor que el de la ballena gris o la ballena jorobada.
Es la única especie de ballena en el Pacífico Norte que carecen de una aleta dorsal.

## Hábitat
La especie se divide en dos subpoblaciones. Una se encuentra comprendida entre el mar de Ojotsk, las islas Kuriles y la costa de península de Kamchatka. La otra se situaría en el mar de Bering y el golfo de Alaska.

## Población
Está en peligro de extinción ya que su número ronda entre los 100 y 300 individuos. La subpoblación del Mar de Bering estaba prácticamente extinta, tan solo se veían individuos solitarios. En 1996 se vieron por primera vez 4 individuos juntos. Desde entonces el número de ejemplares identificados varió entre 3 y 13. Años más tarde mediante análisis genéticos se comprobó el aumento de individuos que pasó de un máximo de 13 reconocidas por imágenes a finales del 2002 (de 10 muestras recogidas 9 eran machos), a 17 (10 machos y 7 hembras, anteriormente solo se había localizado una hembra) identificados mediante genética y fotos, para pasar finalmente en el último estudio a 25 animales individualizados. En 2002 se encontró en la zona una ballena con su ballenato, siendo la única hembra reproductora constatada en años. Todo ello pudiera indicar un ligero aumento poblacional en esta zona. 

### Citas alejadas de sus zonas habituales
Los últimos registros confirmados más sureños de esta especie fueron en 1951 cuando un ejemplar de la especie fue capturado en la costa de Columbia Británica bajo un permiso de caza científica. En 1965 se vio una a la altura de punta Abreojos, al sur del paralelo 27 y otra en las islas de San Clemente, en California, en 1992. Aunque también se tienen citas en 1995 en Los Cabos; otra en el sur de Península de Baja California, México, en 1996; y una última en la isla Kodiak, en Alaska, en 1998.[cita requerida]
Un barco de los guardacostas canadienses avistó un ejemplar en las Islas de la Reina Carlota en junio de 2013 en las costas occidentales de Canadá. Esta especie sólo se ha citado en aguas canadienses seis veces durante el siglo XX, la última en los años 1950.

## Caza
En el siglo XIX se cobraron unos 15.000 ejemplares y se perdieron unos 4.000 por lo que el tamaño de la población capturada pudo sobrepasar los 19.000 ejemplares. A estas cifras habría que sumar las cazadas por las comunidades indígenas aunque no debieron suponer una gran merma para la población. 
Después de las grandes campañas de caza que empezaron en 1835, donde se cazaban de forma intensiva ballenas de todas las especies, las poblaciones de ballena franca del pacífico norte estaban al borde de la extinción ya que se habían llegado a matar unos 19.000 ejemplares. Tras estas campañas, la Comisión Ballenera Internacional decidió prohibir su pesca comercial. No con fines ecológicos sino con vistas a que se recuperasen las poblaciones para poder volver a cazarlas. Después de esa prohibición Japón y la Unión Soviética cazaron 23 ballenas entre 1955 y 1968 «con fines científicos». Después de la prohibición de la caza comercial de esta especie, la población mostraba signos de una recuperación lenta. Sin embargo, la población remanente prácticamente fue exterminada por balleneros soviéticos que capturaron 372 ballenas entre 1963 y 1967 (aparte de las capturadas con fines científicos); la mayoría de ellas en el sudeste del mar de Behring y en un área al sur de la isla Kodiak. En total se conocen 742 capturas en el último siglo para «fines científicos» o comerciales (331 en la zona occidental del Pacífico Norte, 411 en la región oriental del Pacífico norte).

## Viabilidad de las poblaciones
Toda la especie está en peligro de extinción. Cualquier recuperación de la población occidental del Pacífico Norte fue comprometida por la Unión Soviética tras las capturas en la región de Ojotsk, aunque recientes observaciones indican que esta población es todavía lo suficientemente grande como para sostener la reproducción. Por el contrario, las capturas de la Unión Soviética en la población del Pacífico Nororiental han reducido drásticamente sus perspectivas de recuperación.